# 李雁红
李雁红（1952年—），山西省盂县人。中华人民共和国政治人物。

## 生平
1977年，毕业于山西大学中文系。1985年，任太原市委副秘书长兼太原市新闻中心主任。1988年，任古交市委书记。1996年，升任太原市委副书记。2003年，担任中共晋城市委副书记兼晋城市代市长、市长。2005年，任中共晋城市委书记。2008年1月，当选为山西省政协副主席。2016年1月，辞去山西省政协副主席职务。